# Faysal Bank One-Day Cup 2012/13
Der Faysal Bank One-Day Cup 2012/13 war die 28. Austragung der nationalen One-Day Cricket Meisterschaft Pakistans. Das Turnier mit List A-Status wurde zwischen dem 5. und 23. März 2013 ausgetragen. Gewinner waren die Lahore Lions und die Karachi Zebras, die sich die Meisterschaft teilten, da das Finale auf Grund von Regenfällen nicht beendet werden konnte.

## Format
Die 14 Mannschaften sind in zwei Gruppen mit je sieben Teams aufgeteilt, in der jeweils jeder gegen jeden ein Mal spielt. Für einen Sieg erhielt ein Team zwei Punkte, für ein unentschieden oder ein nicht gewertetes Spiel einen. Die ersten beiden einer jeden Gruppe qualifizierten sich für das Halbfinale, deren Sieger das Finale bestritten.

## Gruppenphase

### Gruppe A
Tabelle
Die Tabelle der Saison nahm an ihrem Ende die nachfolgende Gestalt an.
Tabelle
| Teams             | Sp. | S | N | U | R | A | Punkte | NRR    |
| ----------------- | --- | - | - | - | - | - | ------ | ------ |
| Sialkot Stallions | 6   | 5 | 1 | 0 | 0 | 0 | 10     | +0.822 |
| Karachi Dolphins  | 6   | 4 | 2 | 0 | 0 | 0 | 8      | +1.309 |
| Multan Tigers     | 6   | 4 | 2 | 0 | 0 | 0 | 8      | +0.934 |
| Hyderabad Hawks   | 6   | 3 | 3 | 0 | 0 | 0 | 6      | +0.724 |
| Lahore Eagles     | 6   | 2 | 4 | 0 | 0 | 0 | 4      | −1.065 |
| Quetta Bears      | 6   | 2 | 4 | 0 | 0 | 0 | 4      | −1.684 |
| Bahawalpur Stags  | 6   | 1 | 5 | 0 | 0 | 0 | 2      | −0.784 |

### Gruppe B
Tabelle
Die Tabelle der Saison nahm an ihrem Ende die nachfolgende Gestalt an.
Tabelle
| Teams              | Sp. | S | N | U | R | A | Punkte | NRR    |
| ------------------ | --- | - | - | - | - | - | ------ | ------ |
| Karachi Zebras     | 6   | 4 | 0 | 0 | 0 | 2 | 10     | +0.816 |
| Lahore Lions       | 6   | 3 | 2 | 0 | 0 | 1 | 7      | +0.672 |
| Rawalpindi Rams    | 6   | 3 | 2 | 0 | 0 | 1 | 7      | +0.552 |
| Abbottabad Falcons | 6   | 2 | 3 | 0 | 0 | 1 | 5      | −0.063 |
| Peshawar Panthers  | 6   | 2 | 3 | 0 | 0 | 1 | 5      | −0.479 |
| Faisalabad Wolves  | 6   | 2 | 4 | 0 | 0 | 0 | 4      | −0.832 |
| Islamabad Leopards | 6   | 1 | 3 | 0 | 0 | 2 | 4      | −0.547 |

## Halbfinale
| 20. März Scorecard | Rawalpindi | Lahore Lions 232 (44/44)                      | – | Sialkot Stallions 192 (42.5/44) |
|                    |            | Lahore Lions gewinnt mit 46 Runs (D/L method) |   |                                 |

| 21. März Scorecard | Rawalpindi | Karachi Zebras 239 (49.3)          | – | Karachi Dolphins 158 (43.1) |
|                    |            | Karachi Zebras gewinnt mit 81 Runs |   |                             |

## Finale
| 23. März Scorecard | Rawalpindi | Lahore Lions 37-1 (8.5) | – | Karachi Zebras |
|                    |            | No Result               |   |                |